# Orthomniopsis elimbata
Orthomniopsis elimbata là một loài Rêu trong họ Mniaceae. Loài này được Nog. mô tả khoa học đầu tiên năm 1953.